# Mycetophila lapponica
Mycetophila lapponica is een muggensoort uit de familie van de paddenstoelmuggen (Mycetophilidae). De wetenschappelijke naam van de soort is voor het eerst geldig gepubliceerd in 1906 door Lundstrom.